# Altonaer Blutsonntag

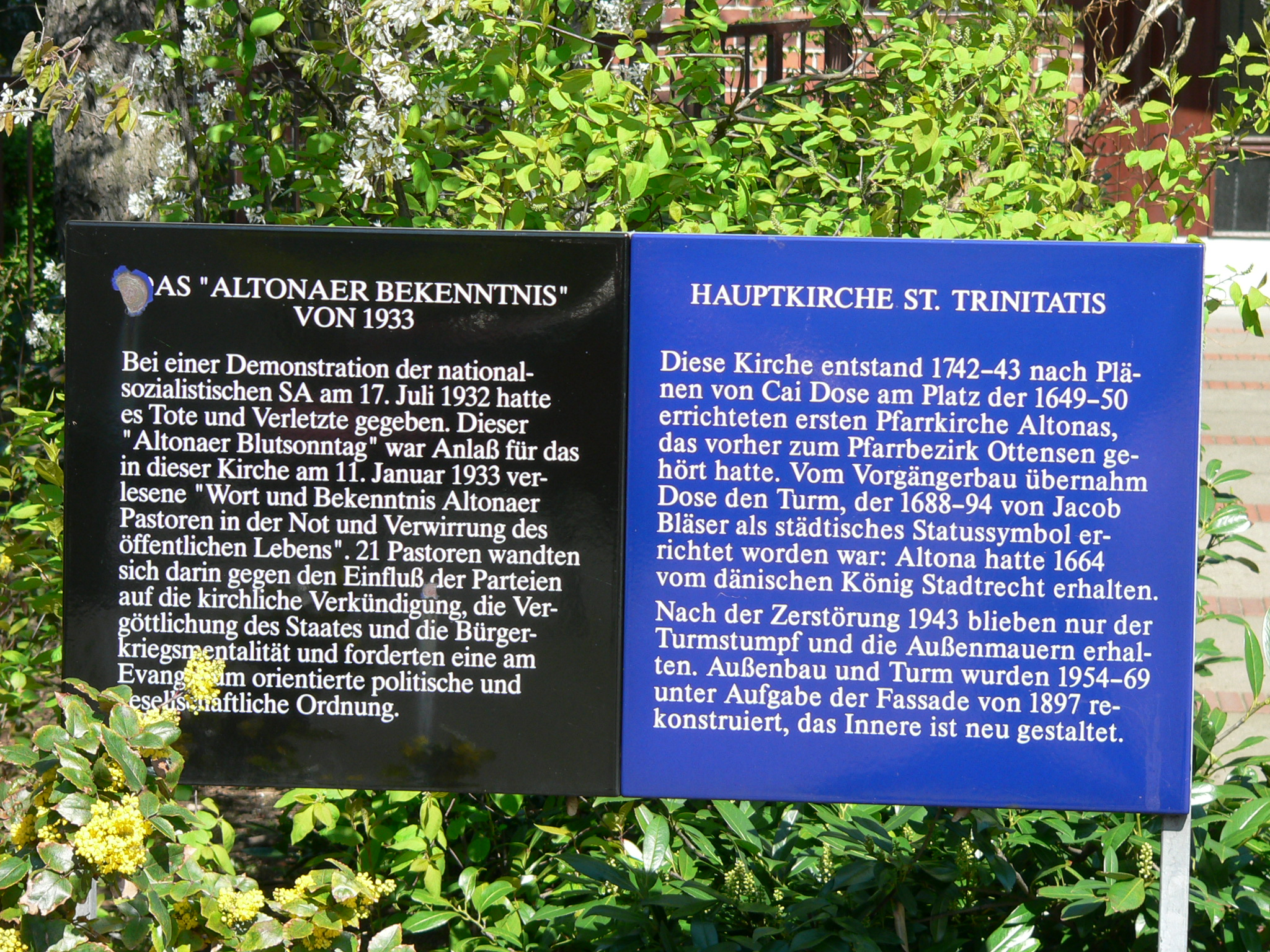
Gedenktafel an das „Altonaer Bekenntnis“ und die Ereignisse des Blutsonntages

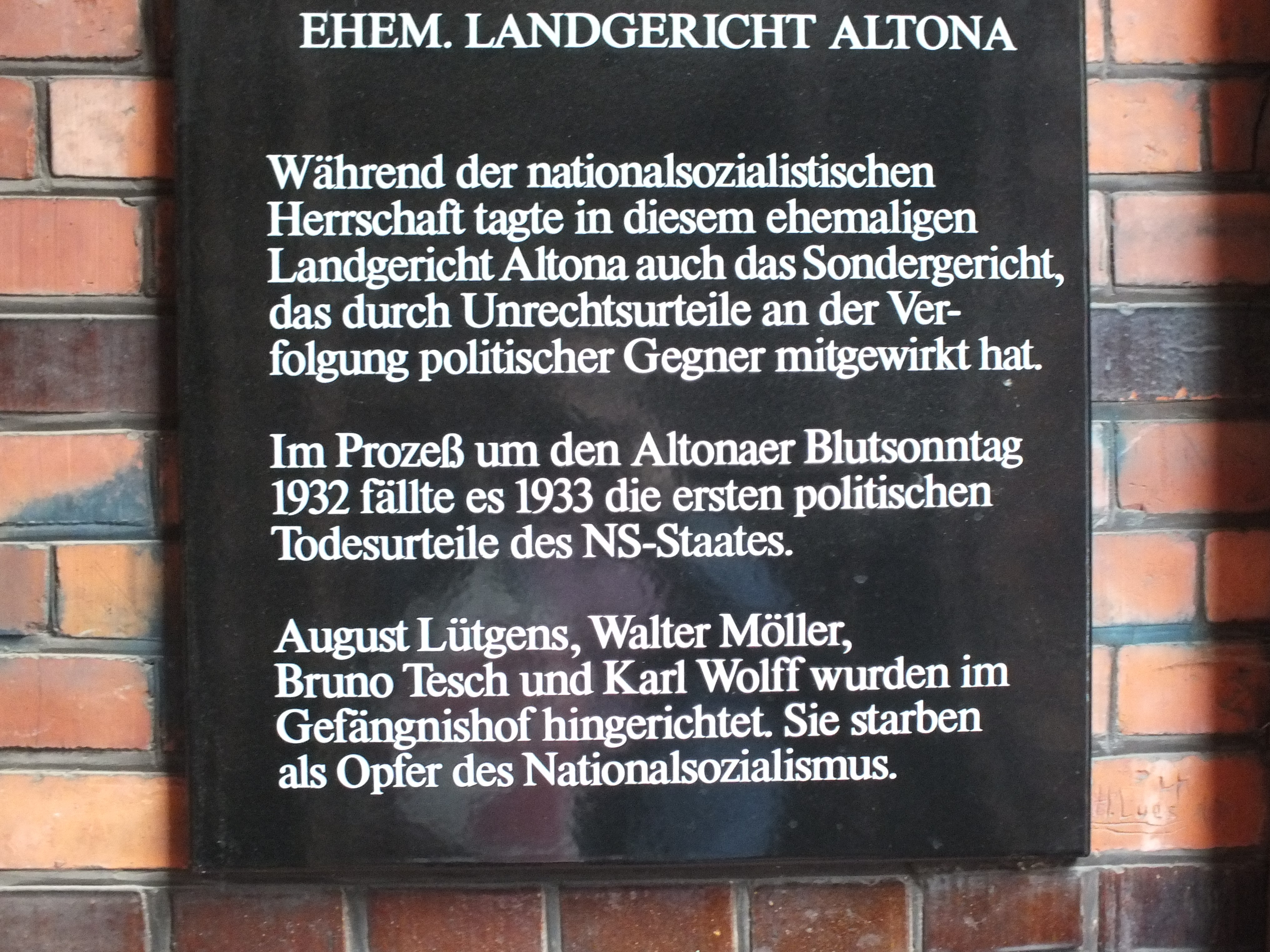
Gedenktafel am Amtsgericht Altona für die Hingerichteten

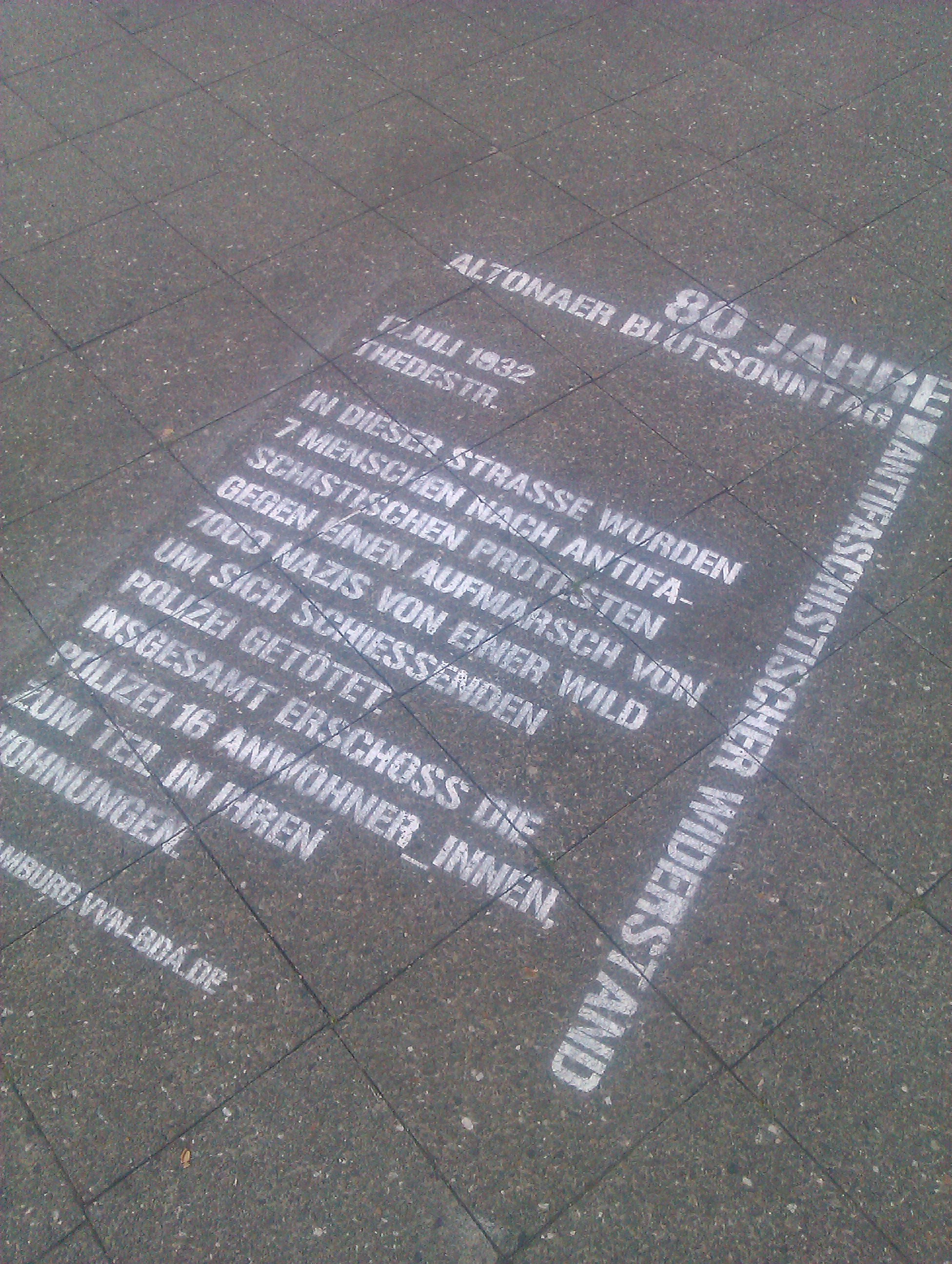
„Guerilla-Denkmal“ der VVN, gesehen im Sommer 2012 auf der Großen Bergstraße

Als Altonaer Blutsonntag (auch Hamburger Blutsonntag) wird der 17. Juli 1932 bezeichnet, an dem es bei einem Werbemarsch der SA durch die damals zur preußischen Provinz Schleswig-Holstein gehörende Großstadt Altona (1937 durch das Groß-Hamburg-Gesetz nach Hamburg eingemeindet) zu gewalttätigen Auseinandersetzungen kam, bei denen 18 Personen erschossen wurden. Dieser Vorfall wurde von der Reichsregierung unter Franz von Papen und vom Reichspräsidenten Hindenburg zum Vorwand genommen, um die amtierende preußische Regierung im „Preußenschlag“ am 20. Juli 1932 durch eine Notverordnung abzusetzen.

## Vorlauf
Am 16. Juni 1932 hob die Regierung Papen das im April 1932 von Heinrich Brüning erlassene SS- und SA-Verbot wieder auf, um sich den Nationalsozialisten für die Tolerierung ihres Minderheitskabinetts erkenntlich zu zeigen. Damit waren erhebliche Auseinandersetzungen im Wahlkampf für die Reichstagswahlen am 31. Juli in Deutschland zu erwarten. Innerhalb eines Monats gab es in Deutschland 99 Tote und 1125 Verletzte bei Auseinandersetzungen vorwiegend zwischen Nationalsozialisten und Kommunisten. Auch in Schleswig-Holstein, zu dem Altona gehörte, hatte es Zusammenstöße gegeben. So waren in den ersten Julitagen zwei Sozialdemokraten und zwei Kommunisten von Nationalsozialisten getötet worden. Für den 17. Juli wurde vom Altonaer Polizeipräsidenten Otto Eggerstedt (SPD) ein großer Demonstrationszug von 7.000 aus ganz Schleswig-Holstein zusammengezogenen uniformierten SA-Leuten durch die verwinkelte Altonaer Altstadt zugelassen, die wegen ihrer mehrheitlich kommunistisch oder sozialdemokratisch wählenden Arbeiterschaft als „rotes Altona“ galt und unter der lokalen Bezeichnung „Klein-Moskau“ bekannt war. Die Kommunisten sahen diesen Aufmarsch durch die Arbeiterwohngebiete als eine Provokation an. Trotz dieser bedrohlichen Lage waren Eggerstedt und sein Stellvertreter am Tag der Demonstration nicht in Altona. Ihr Vorgesetzter, der Schleswiger Regierungspräsident, war auch nicht durch einen höheren Polizeibeamten vor Ort vertreten.

## Ablauf

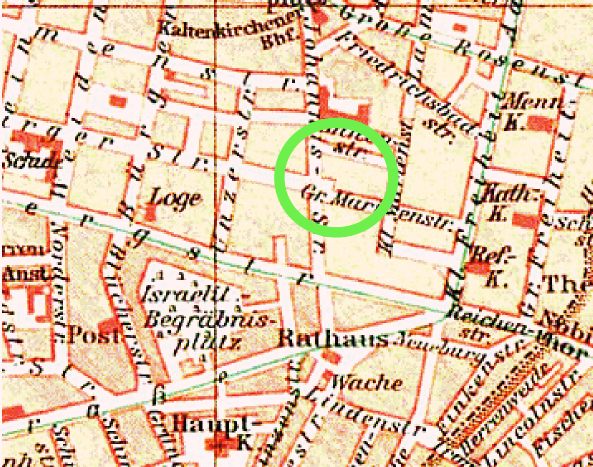
Ort der Vorkommnisse, heute überbaut, zur Orientierung bieten sich die Große Freiheit und der Jüdische Friedhof bzw. die Hauptkirche St. Trinitatis an.

Am 17. Juli 1932 versammelten sich die Teilnehmer ab 12.30 Uhr in der Gegend zwischen dem Altonaer Bahnhof und dem Altonaer Rathaus. Gegen 15 Uhr setzte sich der Aufmarsch mit 7000 Teilnehmern zunächst in Richtung Ottensen und Bahrenfeld in Bewegung. Gegen 16.30 Uhr erreichte der Umzug die Altonaer Altstadt, lief über die Große Bergstraße und bog bei der Großen Johannisstraße Richtung Schauenburgerstraße (heute Schomburgstraße) in das eng bebaute Arbeiterviertel. 
An der Kreuzung, an der von Osten die Große Marienstraße und von Westen die Schauenburgerstraße auf die Große Johannisstraße mündeten – in etwa bei 53° 33′ N, 9° 57′ O, heute Walter-Möller-Park – kam es kurz vor 17 Uhr zum Zusammenstoß zwischen einer am Straßenrand stehenden Menschenmenge und SA-Leuten vom 1. und 2. Altonaer Sturm. Die SA-Leute machten einen Ausfall in die Große Johannisstraße Richtung Münzmarkt und prügelten auf Gegner ein, die zuvor Gegenstände auf den Zug geworfen hatten. 
Den aufgebotenen Polizeikräften gelang es auch nach Verstärkung durch Schutzpolizisten aus dem nahegelegenen Hamburg nicht, die Lager zu trennen. Auch waren die ranghöchsten Polizeiführer einschließlich des zivilen Altonaer Polizeipräsidenten und SPD-Abgeordneten im Provinziallandtag Schleswig-Holstein, Otto Eggerstedt, nicht vor Ort. Otto Eggerstedt hatte für diesen Tag Urlaub genommen.
Als die Marschteilnehmer wieder zurückgekehrt waren und sich einreihen wollten, fielen Schüsse, von denen die zwei SA-Leute Heinrich Koch und Peter Büddig tödlich getroffen wurden. 
Die Polizeiführung ging nach ihren Angaben nun davon aus, dass sie und die Marschkolonne von Dächern und Fenstern aus gezielt unter Feuer genommen würden. Daraufhin drängte sie den SA-Aufmarsch Richtung Bahnhof und forderte Verstärkung bei der Hamburger Polizei an. Diese traf zwischen 17.30 Uhr und 18 Uhr im Bereich Kleine Freiheit, Große Bergstraße und Schauenburger Straße ein. Sie vertrieb nach eigenen Angaben die Leute von der Straße, verlangte durch Zurufe das Schließen der Fenster und schoss auf vermeintliche Angreifer und „Dachschützen“. SA- und SS-Leute befanden sich zu diesem Zeitpunkt nicht mehr in dem Gebiet. Ab 17.40 Uhr nahm die Altonaer Polizei im Umkreis der Johannisstraße/Schauenburger Straße Hausdurchsuchungen vor und verhaftete etwa 90 Personen. Um 18.45 Uhr kam es zu weiteren Schießereien, gegen 19 Uhr war laut Polizeibericht „die Ruhe wieder hergestellt“. Während dieser Ereignisse kamen 16 Personen aus der Wohnbevölkerung durch Polizeikugeln ums Leben.

## Folgen
Anfangs wurden vermutlich sowohl von Seiten der SA als auch von Seiten der Kommunisten Schüsse abgegeben. Unter Historikern wurde überwiegend davon ausgegangen, dass die tödlichen Schüsse auf die beiden SA-Leute von Kommunisten abgegeben wurden. Der Tod der weiteren 16 Menschen wurde den späteren Untersuchungen zufolge durch Kugeln aus Karabinergewehren der Polizei verursacht. Dank des Résistancekämpfers Léon Schirmann, der 1992 die Akten des Altonaer Blutsonntags neu auswertete, weiß man inzwischen, dass auch die tödlichen Kugeln, die die beiden SA-Leute trafen, aus Polizeipistolen gekommen waren. Dafür, dass protestierende Anwohner schossen, gab es nie einen Beweis.
Die Ereignisse in Altona wurden drei Tage später, am 20. Juli 1932, von Reichskanzler Papen als Vorwand für den „Preußenschlag“ benutzt, bei dem die zurückgetretene, jedoch noch geschäftsführende preußische Minderheitsregierung abgesetzt und die demokratische Verfassung des Freistaats Preußen außer Kraft gesetzt wurde.
Die evangelischen Pastoren Altonas (das damals zur Landeskirche Schleswig-Holstein gehörte) reagierten auf den Blutsonntag mit einem Wort und Bekenntnis Altonaer Pastoren in der Not und Verwirrung des öffentlichen Lebens. Diese vor allem von Hans Christian Asmussen konzipierte Erklärung wurde am 11. Januar 1933 von den Kanzeln verlesen und veröffentlicht. Das Altonaer Bekenntnis gilt als ein wichtiger Vorbote der späteren und berühmteren Barmer Theologischen Erklärung.

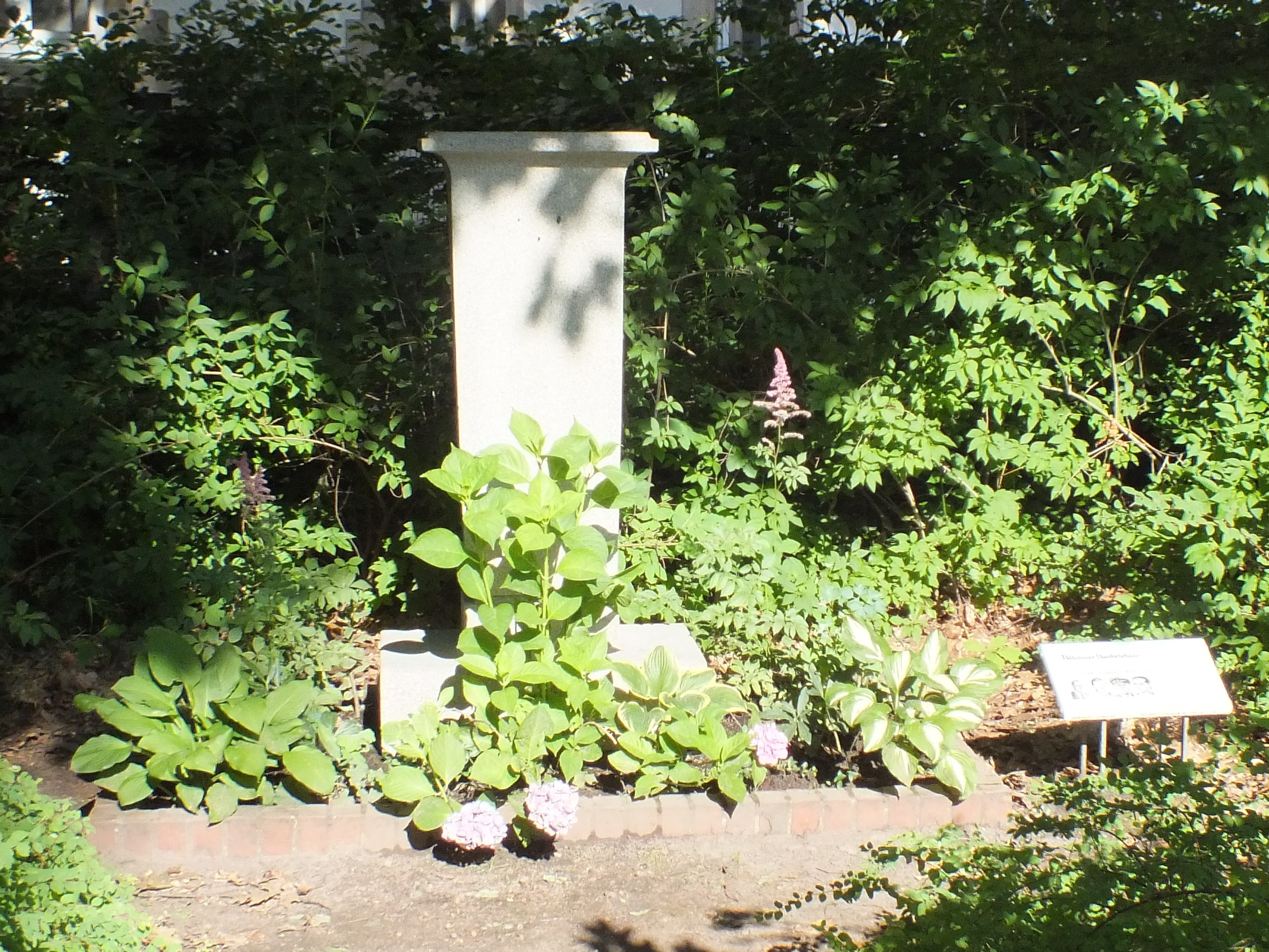
Stele am Hinrichtungsplatz im Hof des Amtsgerichtes Altona (2018)

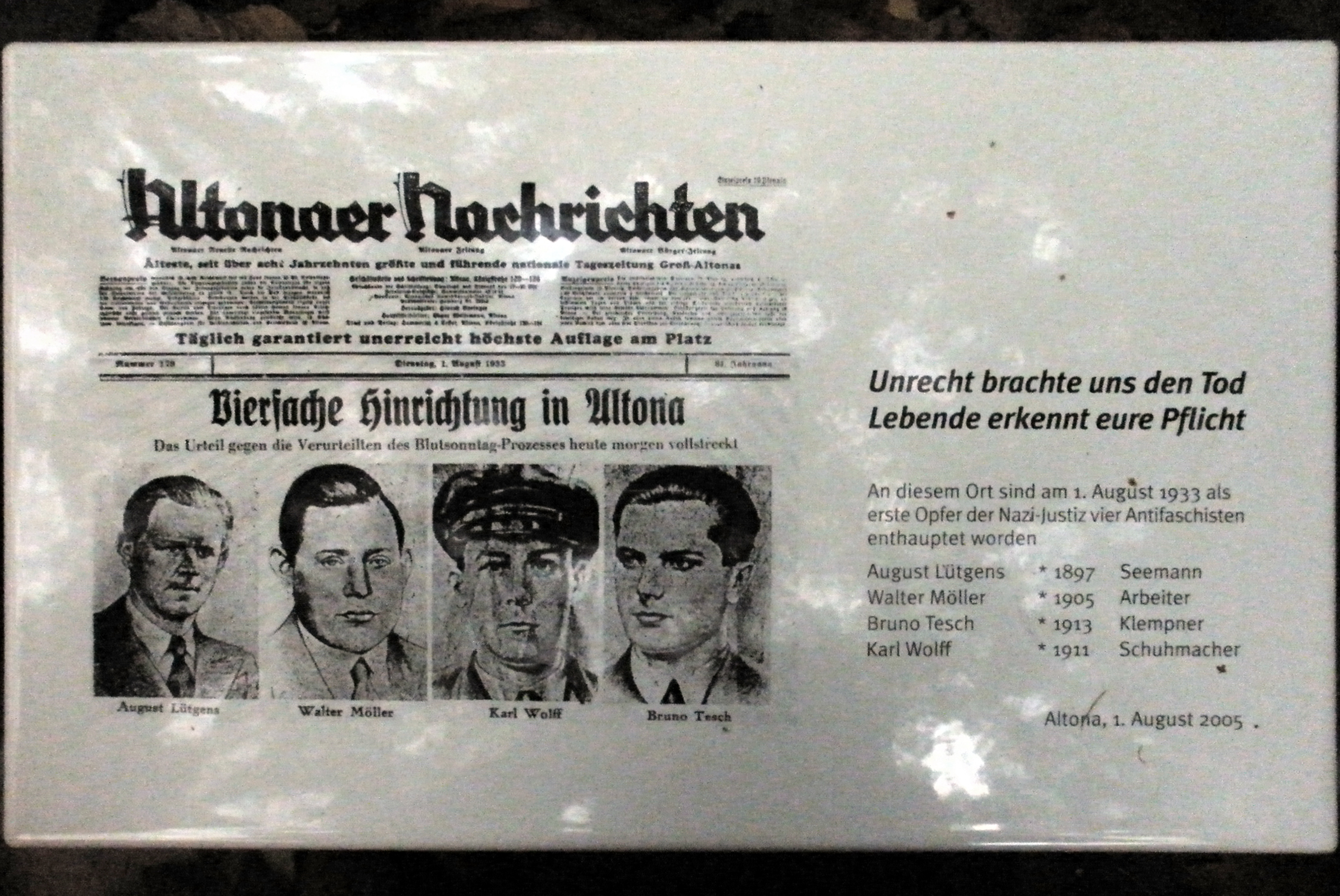
Gedenktafel für August Lütgens, Walter Möller, Karl Wolff und Bruno Tesch am Ort ihrer Hinrichtung hinter dem Amtsgericht Altona

Die Ermittlungen im Anschluss an die Ereignisse wurden von Polizei und Justiz allein gegen verdächtige Kommunisten durchgeführt und brachten kaum Ergebnisse. Nach der Machtergreifung der Nationalsozialisten eröffnete die gleichgeschaltete Justiz die so genannten Blutsonntagsprozesse. Der Rechtsstaat war abgeschafft; die Verhandlungen wurden auf der Grundlage der einseitigen Ermittlungen und mit teilweise gefälschten Beweisen, Sachverständigengutachten und Zeugenaussagen geführt. 
Im ersten Prozess vom 8. Mai 1933 bis 2. Juni 1933 wurden vier der Angeklagten, die den Kommunisten zugerechneten Bruno Tesch, Walter Möller, Karl Wolff und August Lütgens, von dem von nationalsozialistischen Justizpolitikern eingerichteten Sondergericht am Landgericht Altona zum Tode verurteilt. Vorsitzender des Sondergerichts in diesem Prozess war Johannes Block. Das Urteil wurde am 1. August 1933 auf dem Hof des Gerichts, dem heutigen Amtsgericht Altona, mit dem Handbeil vollstreckt. Dies waren die ersten „politisch gewollten“ Hinrichtungen im Dritten Reich. Die weiteren zwölf Angeklagten wurden zu teils langjährigen Haftstrafen verurteilt, so unter anderem Emil Wendt zu 10 Jahren Zuchthaus. Nach Verbüßung der Haftzeit wurde er in das Zuchthaus Waldheim in Sachsen gebracht, wo er am 26. Oktober 1944 ermordet wurde. Insgesamt fanden bis 1935 sechs Prozesse zum Altonaer Blutsonntag statt.

## Aufarbeitung

### Gerichtlich
Erst 1992, nachdem der Résistancekämpfer und ehemalige Physiklehrer Léon Schirmann die im Gerichtsarchiv in Schleswig lagernden Prozessakten erneut ausgewertet hatte, wurde vor dem Landgericht Hamburg der Altonaer Blutsonntag noch einmal gerichtlich aufgearbeitet.
Schirmann hatte herausgefunden, dass nicht von Dächern oder oberen Stockwerken aus geschossen wurde, dass kein kommunistischer Schütze verhaftet wurde und auch bei Hausdurchsuchungen keine Waffen gefunden wurden. Auch hatte die Polizei keine Toten oder Verletzten zu beklagen. Unter den Toten waren keine Heckenschützen, alle 16 waren an den Demonstrationen unbeteiligte Altonaer Bürger und starben durch Polizeikugeln.
Das Gericht erkannte daraufhin die Fälschung der Beweismittel in den damaligen Prozessen an und hob die Todesurteile gegen die vier angeblichen Täter im November 1992 wieder auf. Sie wurden damit offiziell als Opfer des Nazi-Regimes rehabilitiert. Die Todesschützen auf Seiten der Polizei wurden jedoch ebenso wenig identifiziert wie die Mörder der SA-Männer – der beiden ersten Todesopfer. Die Urteile der drei späteren Prozesse sind bis heute nicht aufgehoben.

### In den Medien

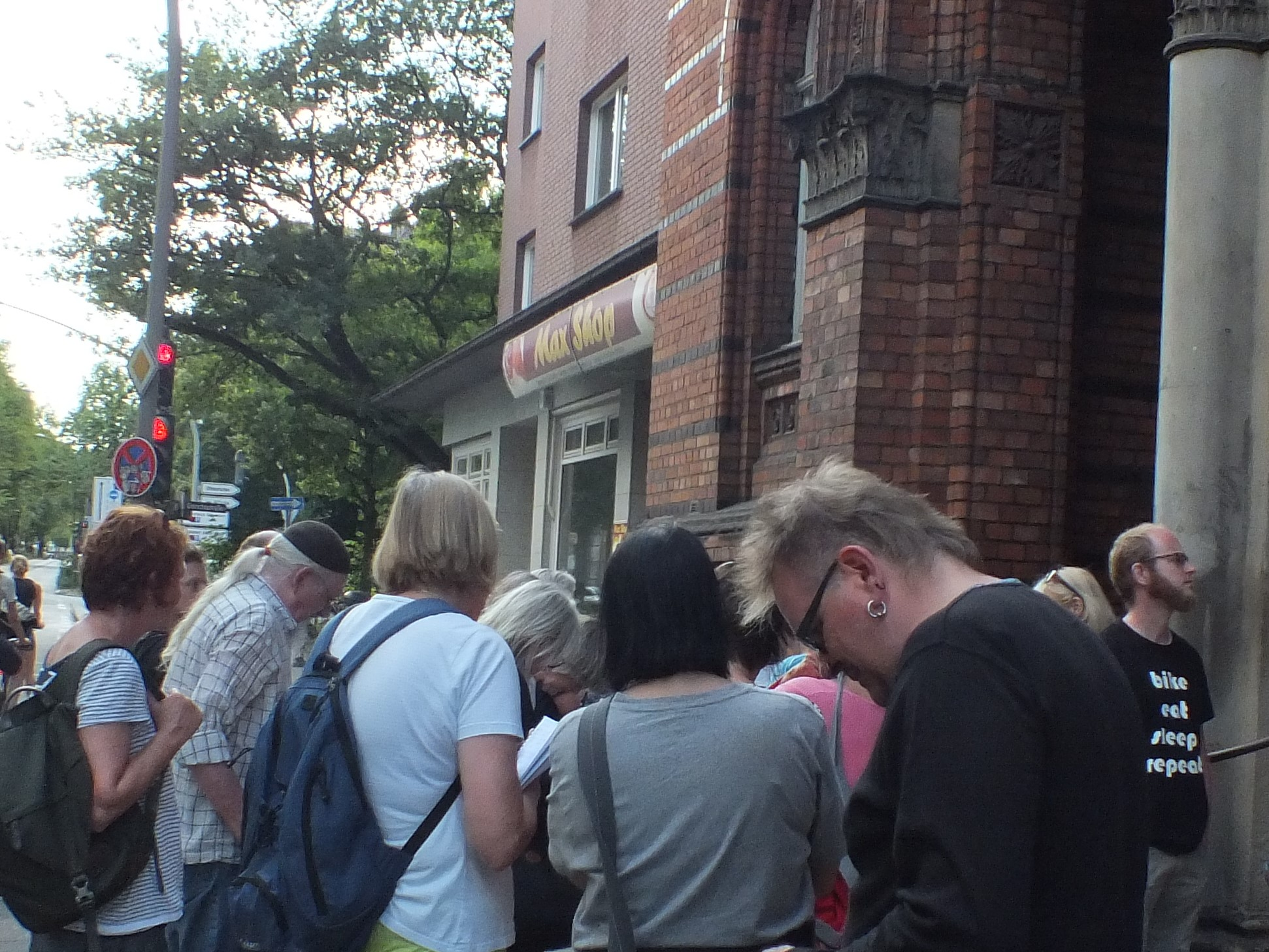
Stadtteilrundgang zum Altonaer Blutsonntag der Geschichtswerkstatt Ottensen 2018

Die Ereignisse bilden weiterhin den Hintergrund des Buches Das Beil von Wandsbek von Arnold Zweig, das 1951 bei der DEFA von Falk Harnack mit Erwin Geschonneck in der Hauptrolle verfilmt wurde.
Eine zweite Verfilmung gab es 1982 als Fernsehdrama in der Bundesrepublik Deutschland.
Der Autor Robert Brack hat 2010 die Hintergründe des Altonaer Blutsonntags in seinem Roman Blutsonntag literarisch aufgearbeitet.
Maryn Stucken schrieb 1987 ein Theaterstück über Bruno Tesch.